# Riccardo Battocchio
Riccardo Battocchio (* 14. srpna 1962, Bassano del Grappa) je italský římskokatolický duchovní a biskup Vittoria Veneta.

## Život
Narodil se 14. srpna 1962 v Bassano del Grappa.
Po střední škole nastoupil do kněžského semináře v Padově. Dne 7. června 1987 byl arcibiskupem Filippem Franceschim vysvěcen na kněze a inkardinován do diecéze Padova. Poté odešel do Almo collegio Capranica v Římě, kde se na Papežské univerzitě Gregoriana věnoval studiu dogmatické teologie. Od roku 1992 vyučoval tento obor na Teologické fakultě Severní Itálie a později ma Papežské fakultě v Triveneto. Na fakultě v Triveneto zastával i další funkce.
V září 2019 byl jmenován rektorem Almo Collegio Capranica a čestným kanovníkem baziliky Panny Marie Sněžné. Od roku 2020 byl pozván vyučovat na Papežskou univerzitu Gregoriana, Papežskou lateránskou univerzitu a Teologickou fakultu Pugliese. Dne 25. listopadu 2022 se stal poradcem Dikasteria pro klérus.
Dne 24. února 2025 jej papež František jmenoval biskupem Vittoria Veneta. Biskupské svěcení přijal 25. května z rukou patriarchy Francesca Moraglia a spolusvětiteli byli kardinál Beniamino Stella a biskup Claudio Cipolla.
Vzdal se práva na svůj osobní biskupský znak.